# Alonso Martínez
Alonso Martínez – stacja metra w Madrycie, na linii 4, 5 i 10. Znajduje się na granicy dzielnic  Chamberí i Centro, w Madrycie i zlokalizowana jest pomiędzy stacjami Colón, Bilbao (linia 4), Rubén Darío, Chueca (linia 5) oraz Gregorio Marañón i Tribunal. Została otwarta 23 marca 1944.